# Mid-Season Invitational
Mid-Season Invitational (MSI) hay Giao hữu Giữa mùa là giải thể thao điện tử Liên Minh Huyền Thoại thường niên lớn thứ hai thế giới (chỉ sau Giải vô địch thế giới Liên Minh Huyền Thoại), giải được tổ chức bởi Riot Games từ năm 2015, xen giữa 2 mùa giải khu vực - mùa xuân và mùa hè. Đây là giải đấu giữa các nhà vô địch mùa xuân của các khu vực trên toàn thế giới.
Trong 2 năm đầu, giải có 6 đội là các đội vô địch mùa xuân của LCK, LPL, LMS, LCS Châu Âu, LCS Bắc Mỹ và 1 đội vô địch vòng loại của các khu vực Wildcard (dành chiến thắng trong 2 năm đó đều là các đội vô địch TCL mùa đông của Thổ Nhĩ Kỳ).
Từ năm 2017, MSI mở rộng cho tất cả các khu vực khi thay vòng loại Wildcard thành vòng khởi động, tạo thêm vòng khởi động 2 khi đưa hai đội vô địch mùa xuân của LMS và LCS Bắc Mỹ xuống do xét thành tích của 5 khu vực lớn trong MSI và Giải Vô Địch Thể Thao Điện Tử Liên Minh Huyền Thoại Thế Giới qua 2 năm trước, đây là hai khu vực kém nhất. Kết quả của MSI cũng sẽ ảnh hưởng tới các suất tham dự CKTG khi đại diện nào của khu vực Wildcard thi đấu xuất sắc nhất tại MSI sẽ giành một suất tham dự Giải Vô Địch Thể Thao Điện Tử Liên Minh Huyền Thoại Thế Giới từ vòng bảng cho đội vô địch mùa hè của khu vực đó. Top 4 khu vực trong MSI sẽ có hạt giống số 1 của 4 bảng dành cho đội vô địch mùa hè trong Giải Vô Địch Thể Thao Điện Tử Liên Minh Huyền Thoại Thế Giới.
Từ năm 2024, nhà vô địch của MSI sẽ được đặc cách tới Chung Kết Thế Giới nếu họ lọt vào vòng Playoff (Vòng loại trực tiếp) của giải vô địch quốc nội mùa hè.
Gen.G (Hàn Quốc) đang là nhà ĐKVĐ của giải đấu, sau khi đánh bại đối thủ đến từ cùng khu vực của họ là T1 với tỉ số 3 - 2 trong trận Chung kết năm 2025, qua đó giành được chức vô địch hai lần liên tiếp. 

## Thống kê
| Năm  | Địa điểm                                                                        | Vô địch                                                                         | Á quân                                                                          | Hạng 3                                                                          | Vòng bảng                                                                       |
| 2015 | Tallahassee                                                                     | EDward Gaming                                                                   | SK Telecom T1                                                                   | ahq e-Sports Club Fnatic                                                        | Team SoloMid Beşiktaş e-Sports Club                                             |
| 2016 | Thượng Hải                                                                      | SK Telecom T1                                                                   | Counter Logic Gaming                                                            | Flash Wolves Royal Never Give Up                                                | G2 Esports SuperMassive eSports                                                 |
| 2017 | Sao Paulo Rio de Janeiro                                                        | SK Telecom T1                                                                   | G2 Esports                                                                      | Team WE Flash Wolves                                                            | Team SoloMid GIGABYTE Marines                                                   |
| 2018 | Berlin Paris                                                                    | Royal Never Give Up                                                             | King-Zone DragonX                                                               | Flash Wolves Fnatic                                                             | Team Liquid EVOS Esports                                                        |
| 2019 | Thành phố Hồ Chí Minh Hà Nội Đài Bắc                                            | G2 Esports                                                                      | Team Liquid                                                                     | Invictus Gaming SK Telecom T1                                                   | Flash Wolves Phong Vũ Buffalo                                                   |
| 2020 | Bị hủy bỏ do Đại dịch COVID-19 & được thay thế bằng Mid-Season Streamathon 2020 | Bị hủy bỏ do Đại dịch COVID-19 & được thay thế bằng Mid-Season Streamathon 2020 | Bị hủy bỏ do Đại dịch COVID-19 & được thay thế bằng Mid-Season Streamathon 2020 | Bị hủy bỏ do Đại dịch COVID-19 & được thay thế bằng Mid-Season Streamathon 2020 | Bị hủy bỏ do Đại dịch COVID-19 & được thay thế bằng Mid-Season Streamathon 2020 |
| 2021 | Reykjavík                                                                       | Royal Never Give Up                                                             | DAMWON Gaming                                                                   | MAD Lions PSG Talon                                                             | Cloud9 Pentanet.GG                                                              |
| 2022 | Busan                                                                           | Royal Never Give Up                                                             | T1                                                                              | Evil Geniuses G2 Esports                                                        | PSG Talon Phong Vũ Buffalo                                                      |
| 2023 | Luân Đôn                                                                        | JD Gaming                                                                       | Bilibili Gaming                                                                 | T1 Gen.G                                                                        | G2 Esports Cloud9                                                               |
| 2024 | Thành Đô                                                                        | Gen.G                                                                           | Bilibili Gaming                                                                 | T1 G2 Esports                                                                   | Top Esports Team Liquid                                                         |
| 2025 | Vancouver                                                                       | Gen.G                                                                           | T1                                                                              | Anyone's Legend Bilibili Gaming                                                 | FlyQuest CTBC Flying Oyster                                                     |

### Các đội vào vòng play-off nhiều nhất
| Đội                  | Số lần | Vô địch             | Á quân              | 3-4                  |
| -------------------- | ------ | ------------------- | ------------------- | -------------------- |
| T1                   | 7      | 2 (2016, 2017)      | 3 (2015, 2022,2025) | 3 (2019, 2023, 2024) |
| Royal Never Give Up  | 4      | 3 (2018, 2021,2022) |                     | 1 (2016)             |
| G2 Esports           | 4      | 1 (2019)            | 1 (2017)            | 2 (2022, 2024)       |
| Flash Wolves         | 3      |                     |                     | 3 (2016, 2017, 2018) |
| Gen.G                | 2      | 2 (2024,2025)       |                     | 1 (2023)             |
| Bilibili Gaming      | 2      |                     | 2 (2023, 2024)      |                      |
| Fnatic               | 2      |                     |                     | 2 (2015, 2018)       |
| Anyone's Legend      | 1      |                     |                     | 1 (2025)             |
| EDward Gaming        | 1      | 1 (2015)            |                     |                      |
| JD Gaming            | 1      | 1 (2023)            |                     |                      |
| Counter Logic Gaming | 1      |                     | 1 (2016)            |                      |
| DWG KIA              | 1      |                     | 1 (2021)            |                      |
| Kingzone DragonX     | 1      |                     | 1 (2018)            |                      |
| Team Liquid          | 1      |                     | 1 (2019)            |                      |
| ahq e-Sports Club    | 1      |                     |                     | 1 (2015)             |
| Evil Geniuses        | 1      |                     |                     | 1 (2022)             |
| Invictus Gaming      | 1      |                     |                     | 1 (2019)             |
| MAD Lions            | 1      |                     |                     | 1 (2021)             |
| PSG Talon            | 1      |                     |                     | 1 (2021)             |
| Team WE              | 1      |                     |                     | 1 (2017)             |